# Edgar Lewis
Edgar Lewis (22 de junio de 1875 – 21 de mayo de 1938) fue un director, actor y guionista cinematográfico de nacionalidad estadounidense, activo principalmente en la época del cine mudo.
Nacido en Holden, Misuri, Lewis inició su carrera como actor teatral, dedicándose al cine a partir de los primeros años 1910, primero como actor y después como director, destacando por sus películas de género western y de aventuras.
Su carrera cinematográfica llegó a su fin con el inicio del cine sonoro. Falleció en 1938 en Los Ángeles, California.

## Filmografía

### Productor
- 1919 : Love and the Law
- 1919 : Calibre 38
- 1920 : A Beggar in Purple
- 1920 : Other Men's Shoes
- 1921 : The Sage Hen

### Director
- 1914 : The Littlest Rebel
- 1914 : Northern Lights
- 1914 : Captain Swift
- 1914 : The Thief
- 1915 : The Nigger
- 1915 : The Great Divide
- 1915 : Samson
- 1915 : The Plunderer
- 1915 : A Gilded Fool
- 1916 : The Flames of Johannis
- 1916 : Light at Dusk
- 1916 : Souls in Bondage
- 1916 : Those Who Toil
- 1916 : The Bondman
- 1917 : The Bar Sinister
- 1917 : The Barrier
- 1918 : The Sign Invisible
- 1919 : Love and the Law
- 1919 : Calibre 38
- 1920 : A Beggar in Purple
- 1920 : Lahoma
- 1920 : Sherry
- 1920 : Other Men's Shoes
- 1921 : The Sage Hen
- 1922 : Strength of the Pines
- 1923 : You Are Guilty
- 1924 : The Right of the Strongest
- 1925 : Red Love
- 1927 : One Glorious Scrap
- 1928 : Arizona Cyclone
- 1928 : The Fearless Rider
- 1928 : The Gun Runner
- 1928 : Life's Crossroads
- 1928 : A Made-to-Order Hero
- 1928 : Put 'Em Up
- 1928 : Stormy Waters
- 1929 : Unmasked
- 1930 : Ladies in Love
- 1930 : Love at First Sight

### Guionista
- 1914 : The Thief
- 1915 : The Nigger
- 1915 : A Gilded Fool
- 1916 : The Bondman

### Actor
- 1918 : Wives of Men
- 1921 : The Sage Hen
- 1932 : Texas Gun Fighter
- 1932 : Madame Racketeer
- 1932 : Human Targets
- 1935 : Clive of India
- 1935 : Law Beyond the Range